# Alessio Deledda
Alessio Deledda (Genzano di Roma, 10 de dezembro de 1994) é um automobilista italiano. Atualmente compete no DTM pela equipe HWA Racelab.

## Carreira

### Início
Deledda não começou carreira no cartismo como a maioria dos outros pilotos. Entre outras coisas, ele participou do campeonato italiano de Superstock 600 em 2017.

### Fórmulas inferiores
Depois de nenhum sucesso na Superstock 600, ele mudou para o automobilismo em 2018 e fez sua estreia na Fórmula 4 no Campeonato Italiano de F4, onde participou durante toda a temporada na equipe Technorace. Ele teve uma temporada de estreia difícil e não marcou pontos. Com o décimo sétimo lugar no Autódromo Nacional de Monza como seu melhor resultado, ele terminou no 40º lugar no campeonato.
Em 2019, Deledda começou a temporada no campeonato de inverno do Euroformula Open Championship, onde pilotou para a equipe Campos Racing. O campeonato aconteceu inteiramente no circuito Paul Ricard, e Deledda terminou as corridas em oitavo e nono lugar

### Campeonato de Fórmula 3 da FIA
Deledda permaneceu com a equipe Campos Racing para a disputa da temporada inaugural do Campeonato de Fórmula 3 da FIA. Ele permaneceu com a equipe para a disputa da temporada de 2020.

### Fórmula 2
Em 22 de janeiro de 2021, foi anunciado que Deledda havia sido contratado pela equipe HWA Racelab para a disputa da temporada de 2021. Na segunda prova do campeonato, em Mônaco, ele fez um tempo 6.8 mais alto que o do pole, Théo Pourchaire, o que o deixaria fora do grid pela regra dos 107%. Porém, a direção de prova liberou a participação do italiano na corrida, alegando que ele havia enfrentou problemas mecânicos durante o final de semana. Deledda terminou o campeonato em 25º lugar, sendo um dos 7 pilotos que não pontuaram.

### DTM
Desde 2022, Deledda compete no DTM, tendo como melhor resultado um 12º na corrida 2 de Hockenheim, pilotando um Lamborghini Huracán GT3 Evo da equipe GRT Grasser Racing.com.

## Polêmica em 2020
Em novembro de 2020, Deledda causou polêmica ao publicar vídeos em seu Instagram dirigindo de forma imprudente e em alta velocidade em uma rodovia perto de Pomezia, na região metropolitana de Roma; em um deles, contorna vários carros durante um engarrafamento, e em outro filmou o painel de seu carro enquanto atingia 300 km/h. A atitude foi criticada pelo ex-piloto de Fórmula 1 Giedo van der Garde e outras personalidades da categoria.